# Chesapeake Energy
Chesapeake Energy Corporation er et amerikansk olie- og gasselskab, der primært fokuserer på olie- og gasudvinding.
I 2021 var 69 % af produktionen naturgas, 24 % var råolie og 7 % var Liquified Natural Gas. Virksomheden blev etableret i 1989 af Aubrey McClendon og Tom L. Ward, det er navngivet efter Chesapeake Bay-regionen.